# バーネット郡 (テキサス州)
バーネット郡（英: Burnet County）は、アメリカ合衆国テキサス州の中央部、エドワーズ高原に位置する郡である。2010年国勢調査での人口は42,750人であり、2000年の34,147人から25.2％増加した。郡庁所在地はバーネット市（人口5,987人）であり、同郡で人口最大の都市はマーブルフォールズ市（人口6,077人）である。バーネット郡は1852年に設立され、郡名はテキサス共和国初代暫定大統領のデイビッド・ガバヌーア・バーネットに因んで名付けられた。

## 年譜

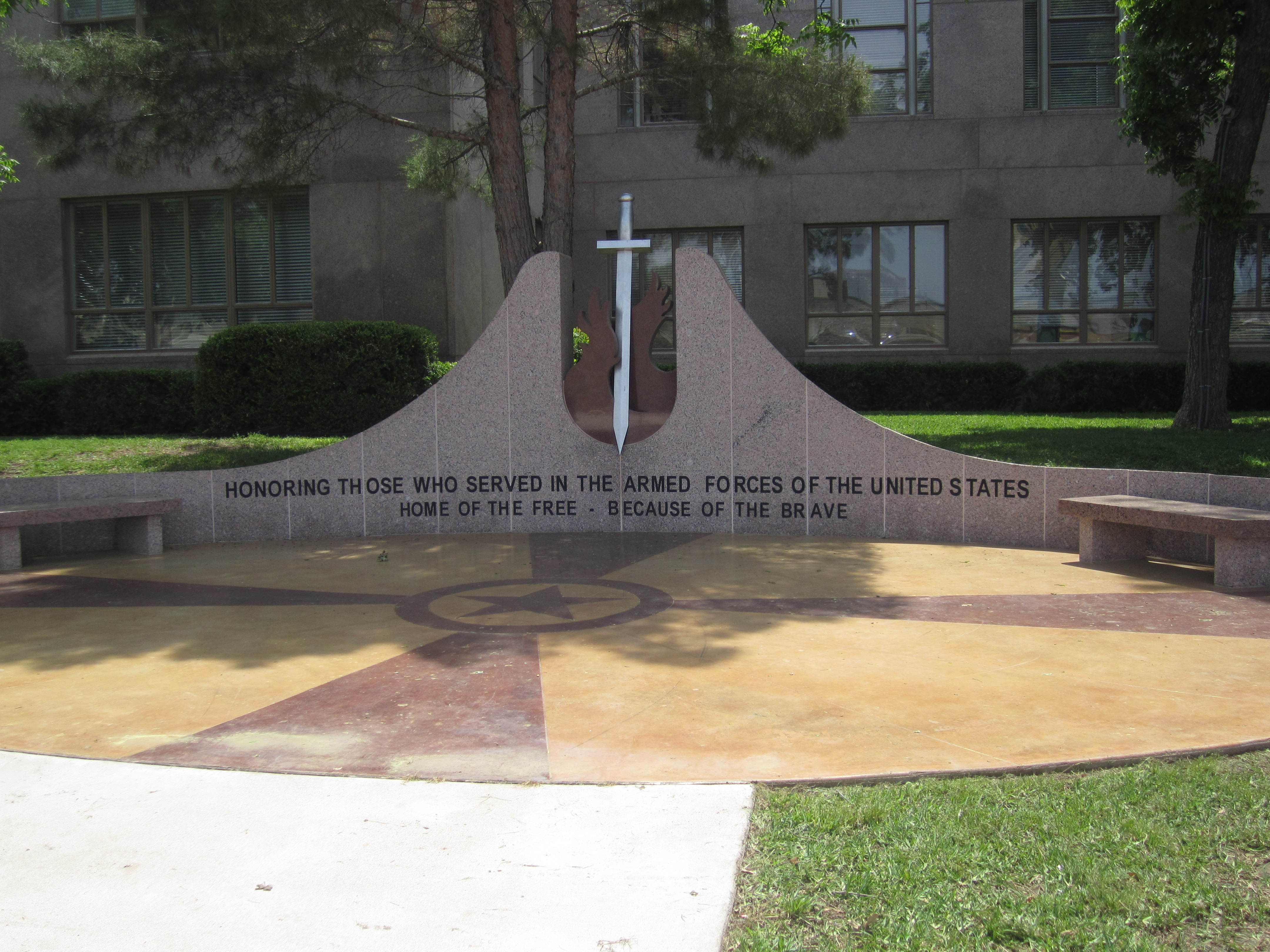
バーネット郡庁舎前の退役兵記念碑

- 紀元前4500年、バーネット郡となった地域に人類が住んでいた。後にはトンカワ族、リパン・アパッチ族、コマンチ族が入ってきた[5]
- 1820年代-1830年代、スティーブン・オースティンとグリーン・デウィットが測量を行い、インディアンと戦いながら探検した[5]
- 1849年、アメリカ合衆国がクローガン砦を設立した[6]
- 1848年、地域での最初の入植者が入った。[7]
- 1851年、ライマン・ライトの指導下に20家族のモルモン教徒がハミルトン・クリーク沿いにコロニーを造り、後にモーマンミルと呼ばれた[8]
- 1852年、テキサス州第4議会がベル郡、トラヴィス郡、ウィルソン郡の一部を合わせてバーネット郡を設立した[5]
- 1853年、ハミルトンに最初の郵便局が開設されt[5]
- 1860年、郡内には235人の奴隷がいた[5]

南北戦争後、元奴隷の中には土地を離れる者がいたが、多くは留まった。そのうちの一団がオートミールの東部の土地に入った。1870年、郡の黒人人口は358人に増加し、全体人口の増加と同じような増加率だった。しかし、1880年には248人に減少し、新しく白人が入ってきたので、1890年以降、黒人比率は3％足らずになった。農園や牧場で働く者もいたが、20世紀への変わり目にはマーブルフォールズに移動して町で働いた。

- 1882年-1903年、鉄道が、バーネット、グラニットマウンテン、マーブルフォールズ、ランパサスを通った。レイクビクターとバートマンが出荷点になった。鉄道が雇用を創出したので、他の町は人口が減った[5]
- 20世紀の世界恐慌時代、郡内の農夫は財政的な苦境に陥ったが、政府の公共事業で職を見つけた。コロラド川下流公社がブキャナンダムやロイ・B・インクス・ダムの建設に多くの者を雇用した[5]

## 地理
アメリカ合衆国国勢調査局に拠れば、郡域全面積は1,021平方マイル (2,644.4 km2)であり、このうち陸地996平方マイル (2,579.6 km2)、水域は25平方マイル (64.7 km2)で水域率は2.44％である。

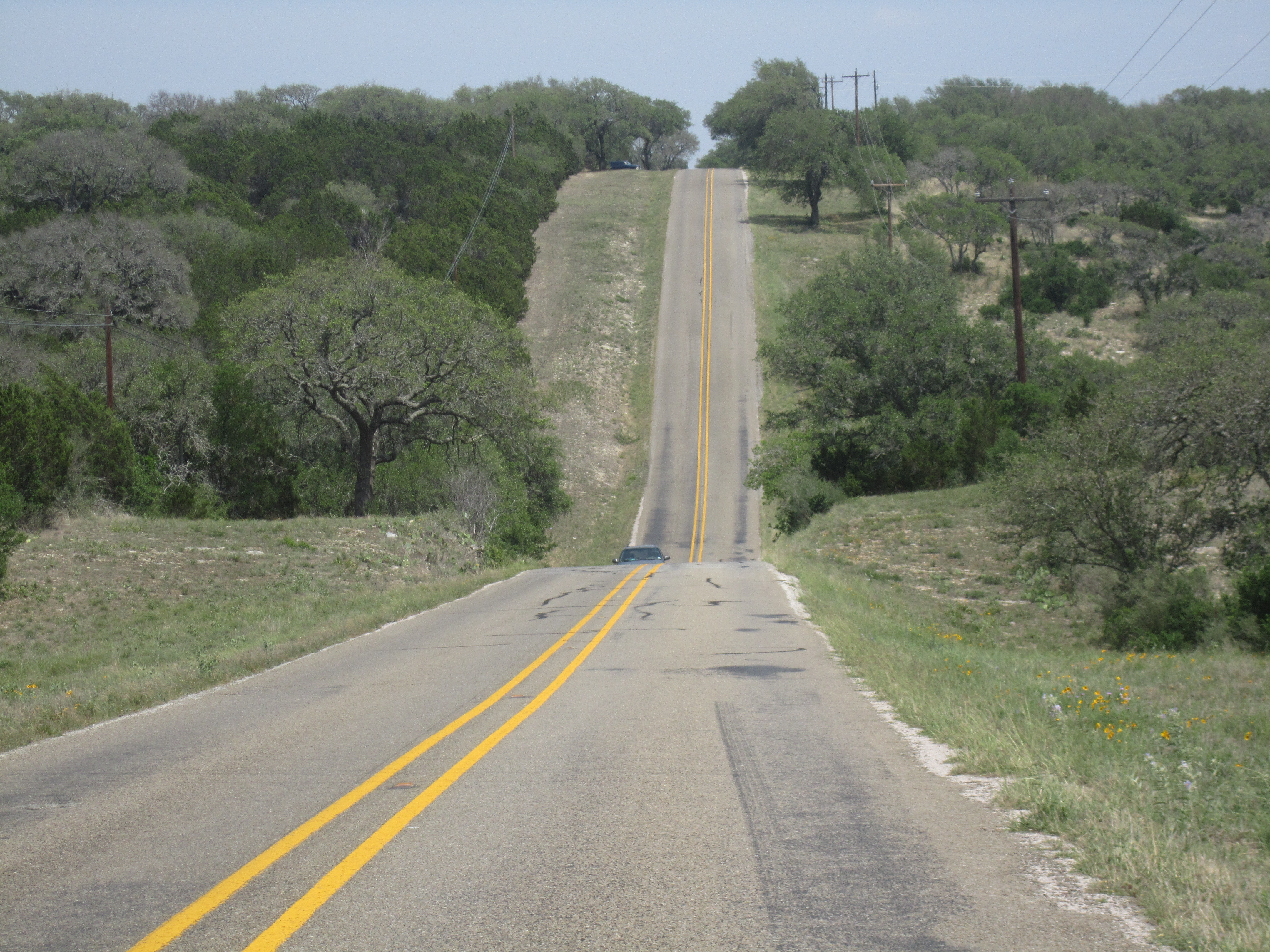
バーネット郡のテキサス・ヒルカントリーをうねりながら進むハイウェイ、奥はロングホーン・キャバーン州立公園

### 主要高規格道路
- アメリカ国道183号線
- アメリカ国道281号線
- テキサス州道29号線

### 隣接する郡
- ランパサス郡 - 北
- ベル郡 - 北東
- ウィリアムソン郡 - 東
- トラヴィス郡 - 南東
- ブランコ郡 - 南
- リャノ郡 - 西
- サンサバ郡 - 北西

### 国立保護地域
- バルコーンズ・キャニオンランド国立野生生物保護区（部分）

## 人口動態
以下は2000年国勢調査による人口統計データである。
| 基礎データ - 人口: 34,147人 - 世帯数: 13,133 世帯 - 家族数: 9,665 家族 - 人口密度: 13人/km2（34人/mi2） - 住居数: 15,933軒 - 住居密度: 6軒/km2（16軒/mi2） 人種別人口構成 - 白人: 89.64% - アフリカン・アメリカン: 1.52% - ネイティブ・アメリカン: 0.68% - アジア人: 0.28% - 太平洋諸島系: 0.06% - その他の人種: 6.24% - 混血: 1.58% - ヒスパニック・ラテン系: 14.77% 年齢別人口構成 - 18歳未満: 24.5% - 18-24歳: 7.0% - 25-44歳: 26.0% - 45-64歳: 24.5% - 65歳以上: 17.9% - 年齢の中央値: 40歳 - 性比（女性100人あたり男性の人口） - 総人口: 93.8 - 18歳以上: 91.3 | 世帯と家族（対世帯数） - 18歳未満の子供がいる: 30.1% - 結婚・同居している夫婦: 61.5% - 未婚・離婚・死別女性が世帯主: 8.6% - 非家族世帯: 26.4% - 単身世帯: 22.5% - 65歳以上の老人1人暮らし: 10.8% - 平均構成人数 - 世帯: 2.53人 - 家族: 2.94人 収入と家計 - 収入の中央値 - 世帯: 37,921米ドル - 家族: 43,871米ドル - 性別 - 男性: 30,255米ドル - 女性: 20,908米ドル - 人口1人あたり収入: 18,850米ドル - 貧困線以下 - 対人口: 10.9% - 対家族数: 7.9% - 18歳未満: 14.5% - 65歳以上: 7.9% |

## 都市と町
- バーネット - 郡庁所在地
- バートラム
- コットンウッドショアーズ
- グラニットショールズ
- ハイランドヘイブン
- ホースシューベイ、一部はリャノ郡内
- マーブルフォールズ
- メドウレイクス

### 未編入の町
| - ブリッグス - フェアランド - ガンディ - レイクビクター - マホメット | - ナルナ - モーマンミル - オーカラ - オートミール - スコビー | - シャーウッドショアーズ - スミスウィック - スパイスウッド - サダス - ワトソン |

## 著名な出身者
- アダム・R・"ストーブパイプ"・ジョンソン、南軍の将軍、戦中に失明、1887年にマーブルフォールズを設立
- ジェラルド・ライダ（1923年-2005年）、建設業者、牛牧場主、バーネット郡で生まれ育った
- ローガン・バンデビア、テキサス初期の軍人、レンジャー、牛飼い、市民指導者、1852年にバーネット郡設立を請願し、バーネットの町を郡庁所在地にする推進者になった